# Olesicampe affinis
Olesicampe affinis là một loài tò vò trong họ Ichneumonidae.